# Charles E. Raven
Charles Earle Raven (* 4. Juli 1885 in London; † 8. Juli 1964 in Cambridge) war ein britischer anglikanischer Theologe und Schriftsteller.

## Leben und Wirken
Raven war ein Sohn des John Earle und seiner Ehefrau Alice, geb. Comber. Er wuchs in Uppingham auf. Dank eines Stipendiums konnte er klassische Literatur und Theologie am Caius College der Universität Cambridge studieren. Zudem befasste er sich mit Biologie. Zu dieser Zeit entwickelte er Ideen einer Verknüpfung von Theologie und naturwissenschaftlichen Methoden, die er ein Leben lang in seiner Arbeit vertiefte.
1909 wurde Raven zum Priester geweiht. Von 1909 bis 1920 gehörte er – unterbrochen von Beurlaubungen – als Dekan und Lecturer zum Emmanuel College von Cambridge. 1915 wurde Raven Assistant Master an der Tonbridge School.
Von 1917 bis 1918 kam er als Feldkaplan der britischen Armee im Ersten Weltkrieg zum Einsatz. Unter dem Eindruck des Krieges entwickelte er sich zum überzeugten Pazifisten. 1919 erhielt Raven eine Stellung als Dozent am Trinity College in Dublin und führte seine Aufgaben am Emmanuel College bis 1920 fort. 1920 ging er als Rektor nach Bletchingley in Surrey, wo er bis 1924 wirkte.
1924 wurde Raven zum Canon der Kathedrale von Liverpool ernannt, wo er sich schnell einen Namen als Prediger machte. 1931 wurde er zum Kanzler der Kathedrale befördert.
1932 kehrte Raven an die Universität Cambridge zurück, wo er bis 1950 als Regius Professor of Divinity unterrichtete. Von 1939 bis 1950 war er dort Master am Christ’s College. Von 1947 bis 1949 zudem Vizekanzler von Cambridge.
Raven war in den 1930er Jahren einer der prominentesten Pazifisten Großbritanniens. Entsprechend seiner antimilitaristischen Haltung unterstützte er die Peace Pledge Union und die Fellowship of Reconciliation.
Von den nationalsozialistischen Polizeiorganen wurde Raven als bekannter Pazifist als ideologischer Feind eingestuft: Im Frühjahr 1940 setzte das Reichssicherheitshauptamt in Berlin ihn auf die Sonderfahndungsliste G.B., ein Verzeichnis von Personen, die im Falle einer erfolgreichen Invasion und Besetzung der britischen Inseln durch die Wehrmacht von den Besatzungstruppen nachfolgenden Sonderkommandos der SS mit besonderer Priorität ausfindig gemacht und verhaftet werden sollten.
Als Theologe vertrat Raven pantheistische Ansichten einer Allgegenwart Gottes in der Natur und einer Alleinheit der gesamten Schöpfung. Dabei akzeptierte er die Evolutionslehre, die er als einen von Gott geschaffenen Mechanismus interpretierte, der dazu diene, den göttlichen Willen und die göttlichen Zielvorstellungen in materielle Wirklichkeit umzuwandeln. Jesus war bei Raven der höchste Ausdruck der Gegenwart Gottes in der Welt. In Hinblick auf die innere Organisation der Kirche sprach er sich früh für die Zulassung von Frauen zum Priesteramt aus.
1948 wurde er zum Mitglied der British Academy gewählt.

## Familie
Raven war seit 1910 verheiratet mit Margaret Ermyntrude Buchanan Wollaston, genannt Bee, († 1944 in Anglesey). Mit ihr hatte er vier Kinder: Mary Eleanor, Elizabeth, John Earle und Margaret.
In zweiter Ehe war er 1954 mit der Amerikanerin Ethel Lyman Paine Moors aus Boston, 82 Jahre alt, für eine sehr kurze Zeit verheiratet. Sie war die Witwe des Financiers John F. Moors. Die dritte Ehe führte er seit 1956 mit der früheren belgischen Resistance-Kämpferin Hélène Jeanty, dann Hélène Jeanty Raven, wobei als weiterer Vorname oft ihr Spitzname Ninette diente.
Hélène Jeanty Raven wurde weltweit bekannt, als 2007 ihr Briefwechsel mit Albert Speer von 1971 bis 1981 aus Anlass einer Versteigerung von knapp 100 Briefen zwischen den beiden bekannt und detailliert beschrieben wurde. In einem Brief gesteht Speer ihr, dass er sehr wohl bei der Posener Rede Himmlers anwesend gewesen ist, er wusste vom Holocaust, was er bis dahin geleugnet hatte. Damit war der Großteil der Speer-Biographien an diesem Punkt wertlos.

## Schriften
- What think ye of Christ? 1916.
- Christian Socialism, 1848–1854, 1920.
- The Mission to Cambridge University, 1919–20: A Report, 1920.
- Apollinarianism; an essay on the Christology of the Early Church, 1923.
- The Ramblings of a Bird Lover, 1927.
- The Creator Spirit. A Survey of Christian Doctrine in the Light of Biology, Psychology and Mysticism, 1927.
- The Quest of Religion, 1928.
- Women and the Ministry, 1929.
- A Wanderer’s Way, 1929.
  - dt.: Der Wanderer. Ein Weg durch die Zeit zum Ewigen. Salzer, Heilbronn 1938
- Musings and Memories, 1931.
- Looking Forward (towards 1940), 1931.
- Jesus and the Gospel of Love, 1931.
- The Life and Teaching of Jesus Christ, 1933.
- Liverpool Cathedral: An Impression of its early Years, 1933.
- War and the Christian, 1938.
- The Bases of Christian Pacifism, 1038 (zusammen mit Charles Harold Dodd, George Hogarth Carnaby Macgregor)
- The Cross and the Crisis, 1940.
- John Ray, Naturalist, his Life and Works, 1942.
- Science, Religion, and the Future, a Course of eight Lectures, 1943.
- Religion & Science: A Diagnosis, 1946.
- English Naturalists from Neckam to Ray; A Study of the Making of the Modern World, 1947 – ausgezeichnet mit dem James Tait Black Memorial Prize in der Kategorie Biography
- In Praise of Birds, 1950.
- Alex Wood: The Man and his Message, 1952.
- Science and the Christian Man, 1952.
- Natural Religion and Christian Theology, 1953.
- Science, Medicine and Morals. A Survey and a Suggestion, 1959.
- Paul and the Gospel of Jesus, 1960.
- Teilhard de Chardin: Scientist and Seer, 1962.